# Чедомиљ Мијатовић
Чедомиљ Мијатовић (Београд, 5/17. октобар 1842 — Лондон, 14. мај 1932) био је српски економиста, књижевник, историчар, политичар и дипломата. Мијатовић један од најзначајнијих либерала у српској политичкој историји. Шест пута је био министар финансија кнежевине/краљевине Србије, два пута министар иностраних послова, кандидат за највиши црквени положај и председник Српске краљевске академије. Мијатовић је потписник Тајне конвенције. За време његовог министровања уведен је метарски систем и усвојен динар по узору на средњовековну валуту. Један од најзаслужнијих људи у оснивању Српске централне банке. Он је успоставио дипломатске односе са САД и Уједињеним Краљевством.

## Биографија
Отац Милан, родом из Јаска у Срему, био је професор земљописа, латинског и историје у Крагујевцу и првој београдској гимназији Београду, до смрти 1853. године. Крагујевац је напустио због тада изражене нетрпељивости према пречанским Србима. Важио је за једној од најбољих стручњака за латински језик међу Србима у Угарској. Мијатовићева мајка Ракила Кристина била је из Великог Бечкерека. Она је била праунука Гаврила Илића коме је додељен племићки статус од Марије Терезије за исказану храброст приликом аустријске опсаде Београда. Гаврило се оженио једном девојком из Андалузије по којој је име добила Мијатовићева мајка. Касније је Мијатовић наводио да и даље има у поседу оригиналну повељу о племству, које је било наследног типа. Отац му је преминуо када је имао 10 година и мајка се преудала за инспектора Василија Берара. О очуху је Мијатовић писао да је био добар човек. Већину својих квалитета Мијатовиће је приписивао наслеђе са мајчине стране, са изузетком љубави према књизи коју му је пренео отац.
Завршио је Лицеј 1862. године. Имао је стипендију током студија на Лицеју. Тада је писао чланке и објавио је своје први књижевни рад. Током студија на Лицеју, Јосиф Панчић га је позвао на разговор и упутио да напусти природне науке и окрене студијама психологије и књижевном стваралаштву. Пре одласка на студије у иностранство, узео је учешћа у отпору турском бомбардовању стављањем барикада, преводио је текстове расправа из британског парламент по захтеву кнеза Михаила, заједно са својим другом Стојаном Новаковићем. Тада је постао обреновићевац. Затим је провео три године на студијама у Минхену, Лајпцигу, Цириху и Бечу. Тада се оженио Енглескињом Елодијом Лотон.
Од 1865. до 1869. је предавао политичку економију (прво као суплент, па од 1866. године редовни професор) на Великој школи. Потом се запослио у државној управи, на места виших чиновника: био је секретар београдског трговачког суда, члан Уставног одбора 1869. (залагао се за опште право гласа и дводомни парламент) и начелник у Министарству финансија. Био је близак Јовану Ристићу и либералима.
Први пут је постао министар финансија 1873. године, други пут 1875. године, а у међувремену био је секретар младог кнеза Милана, за кога се тада јако везао. Из либералне странке прешао је тзв. младоконзервативцима, после којег га је влада, у којој је Јован Ристић био председник, пензионисала 1880. године. У српско-турском рату 1876-1877. био је интендант Ибарске војске и одликован.
Златно Мијатовићево време су 1880-те године. Са пријатељима је основао Напредну странку којој је кнез Милан поверио формирање владе октобра 1880. године у којој је Мијатовић изабран за министра финансија и иностраних дела. Програм владе је била модернизација Србије у сваком погледу, уз одбацивање целог политичког наслеђа и изградњу либерално-демократских институција по западном узору. Мијатовић је у те три године поставио темеље модернизације тадашње Србије тиме што је организовао следеће важне послове: склапање трговинских уговора, изградња првих железница, помоћ кнезу Милану код склапања српско-аустријске конвенције, увођење нових посредних пореза, узимање зајмова у иностранству и оснивање Народне банке.
Мијатовић је позвао САД да именују посланика у Србију. Кроз неколико дана је испреговаран уговор, са којим се усагласио кнез Милан и касније званични Вашингтон. Тргвоински уговор и консуларну конвенцију између Србије и САД потписали су у Београду 2/14. октобра 18881. Јуџин Скајлер, први амерички посланик у Србији, и Чедомиљ Мијатовић.
По паду владе крајем 1883. постао је члан Државног савета и посланик. После српско-бугарског рата 1885. године је био један од преговарача о миру на мировној конференцији организованој у Букурешту. Поново је постао министар финансија у периоду 1886-1887. године, а у периоду 1888-1889. године министар финансија и спољних послова и председник Српске краљевске академије.
У Мијатовићевом животу преломна су 1888. и 1889. година. Једна дворска афера – повезана са сукобом краља Милана и краљице Наталије и краљевом абдикацијом - одвела га је, практично заувек, из Србије. Од августа 1889, Мијатовић је у Лондону, као приватно лице. Тек четири године касније обновио је везе са блиским пријатељима Стојаном Новаковићем и Милутином Гарашанином.
Још једном је, закратко, постао министар финансија 1894. године, али је опет дошао у сукоб са краљевима Миланом и Александром. Од 1895. до 1903. године је био амбасадор, углавном у Лондону. Био је члан Сената из 1901. године. По устоличењу Карађорђевића 1903, Мијатовића су дефинитивно пензионисали. Ипак, покушавао је да помогне српској влади код британске, која је била ужаснута свирепим убиством последњих Обреновића. Током Првог светског рата већ полуслепи Мијатовић је прикупљао помоћ за српску војску. Он је децембра 1918. године у Лондону, управник тамошње канцеларије Краљевске-Српске повлашћене трговачке агенције. Умро је у Лондону у деведесетој години, 14. маја 1932. године.
Био је пријатељ са научником и филозофом Браниславом Петронијевићем.
Током и деценијама након живота био је један од ретких Срба укључених у енглеска издања Ко је ко? и сродних речника или лексикона.
При крају живота био је заборављен у земљи.
Слободан Јовановић је објавио чланак Чедомиљ Мијатовић као политичар, за који се сматра да је најодмеренији приказ његовог политичког рада.

## Мијатовићева политичка оријентација и религиозност
Као политичар, био је прагматичар. Залагао се за ослонац на Аустроугарску, верујући да је то најбољи пут за општи напредак Србије и испуњење националних циљева. Није био одушевљен ни Аустроугарском ни Русијом и настојао је да прагматично води српску политику, у складу са интересима земље.
Мијатовић је био дубоко религиозан човек, православни хришћанин. Пошто је свештенике Српске православне цркве сматрао недоученим, јер је сматрао да не знају одговоре на основна питања, преводио је енглеске религиозне текстове како би Србима приближио веру, бирајући оне ауторе који су били прихваћени и у православном свету. Веровао је и у спиритизам и писао о њему, веровао је Креманском пророчанству и наговештавао трагичан крај самом краљу Александру Обреновићу; ипак, ова „вера“ је упитна, јер су каснија истраживања показала да је заправо Мијатовић, заједно са Пером Тодоровићем, измислио читаво Креманско пророчанство ради оправдавања развода краља Милана од краљице Наталије.
Више пута је помињан као кандидат за високо место у црквеној хијерархији. Тако су му 1914. године престолонаследник Александар и Никола Пашић понудили место архиепископа у Скопљу, наговештавајући могућност да постане и патријарх онда када Србија добије патријаршију. У први мах се загрејао, помишљајући шта један човек модерних погледа може да учини, али је убрзо одустао зато што је схватио да не треба да постане високи јерарх човек који не верује у све догме православне цркве.

## Историчар и књижевник
Као историчар био је у своје време врло цењен. Прве чланке о старој српској трговини објављивао је још као ђак у часопису "Вили". Пишући бројна дела из политичке и економске историје, Мијатовић је кренуо неиспитаним стазама: док су се остали историчари његовог времена бавили класичним српским средњим веком, он је први у Србији писао о Деспотовини, о позном византијском царству, о старијој економској историји српског народа (написао је чланак "Финансије српског краљевства" за Гласник Српског Ученог Друштва 25) и о српском XVI и XVII веку. Касније, са победом критичког правца у српској историографији, пао је у немилост као позни романтичар.
Тако је Владимир Ћоровић сматрао да је Мијатовић сентиментални романтичар који не врши потребну критику извора и кога често машта понесе да учини генерализације за које нема довољно аргумената. Остало је питање да ли је, пре потпунијег објављивања извора за старију српску историју, Мијатовић могао да пише као каснији историчари. Старије историчаре треба поредити са њиховим претходницима и савременицима, а не са млађим нараштајима, што би Мијатовићу донело заслужена признања за унапређење историографије у Срба. Вероватно је у праву Радован Самарџић када Ћоровићеву критику сматра неправедном и тврди да је Мијатовић остао неостварени великан српске историографије, који је имао више и врлина и мана. Најбоље дело му је књига о Ђурђу Бранковићу (Деспот Ђурађ Бранковић, 1880), која се и данас користи у озбиљним расправама о томе времену. Треба поменути још две књиге писане на енглеском језику: A Royal Tragedy: Being the Story of the Assassination of King Alexander and Queen Draga of Servia (1906) и сопствене мемоаре The Memoirs of a Balkan Diplomatist (1917) који су 2008. преведени и објављени на српском језику под насловом „Успомене балканског дипломате“.
И као књижевник био је у своје време цењен и популаран. Писао је углавном историјске новеле са просветитељском и патриотском нотом. Још као студент написао је четири новеле, од којих је најпознатија Зека капетан, 1862. Међу каснијима најзнатније су Иконија везирова мајка, 1891, и Краљичина Анђелија, 1928. Занимљив је и путопис Цариградске слике и прилике, 1901.
Као књижевник прошао је још горе него као историчар у ретроспективној процени. Док је још током 1890-тих година било позитивних критика и Академијиних награда, ново покољење књижевних критичара с почетка XX века није имало ни разумевања, ни милости према Мијатовићу. Скерлић и други млађи критичари доживљавали су као јављање духа из давних времена (Скерлић: Мијатовић је “мучио и себе и нас састављајући прашњаве, археолошке и музејске приче”). Слободан Јовановић му је одао признање за добар стил (“Чеда Мијатовић има диван стил, живо прича, фино описује и слика”), али је замерио неуверљивост ликова и претеривања са фантазијом и осећајношћу за које је сматрао да иду до пренемагања. Павле Поповић није код Мијатовића ценио ни стил (“ко још данас тако пише?”) и саветовао му је да се бави историографијом или преводилаштвом, тврдећи да би требало да буде користан тамо где може, уместо што се “забавља” у књижевности. Замеран му је давно превазиђени романтизам.
Данас се Мијатовићево дело не може наћи у стандардним прегледима српске књижевности. Има, ипак, и другачијих гласова (Предраг Протић), који га делимично рехабилитују и налазе одређене вредности у његовом делу.
Као припадник првих, малобројних генерација српске интелигенције, Чедомиљ Мијатовић је осећао одговорност према сопственој земљи и трудио се да допринесе просветљавању највећим делом неписменог и необразованог српског народа. Та просветитељска црта навела га је да пише историјске студије и романе који ће, веровао је, подстаћи интерес за прошлост и разбудити патриотизам народа, чији је дух, како је сматрао, замро. У својим писмима из Лондона Мијатовића подучава српску омладину како да успе у животу – поштењем, радом, штедљивошћу – оним класичним врлинама које су, како је сматрао, одавно заборављене (О условима успеха, 1892). Преводио је са страних језика, а посебан утицај на српску интелектуалну публику имала је књига Хенрија Бекла Историја цивилизације у Енглеској из 1871. године у Мијатовићевом преводу.
Био је први Србин изабран за почасног члана Краљевског историјског друштва у Лондону.
Академик Сима Ћирковић писао је да Мијатовић припада критичкој школи српске историографије, са тим да није био критичан колико Иларион Руварац или Стојан Новаковић.

## Економиста
Поједини критичари су неповољно оцењивали Мијатовићево књижевно и историјско дело. Оцене Мијатовићевог доприноса економској науци су позитивније, изузев једног раздобља (1945—1989) непопуларности либералних доктрина, све до оних које Мијатовића сврставају у најбоље српске економисте. Најзначајнији конкретан допринос Мијатовића је у томе што је увео Србију на европско новчано тржиште; поставио темеље многих корисних институција, међу којима су народна банка, железница, берза, динарски и метрички систем и акционарска друштва; заједно са пријатељима спровео је, како каже Драгиша Станојевић, Србију у капитализам у времену у коме су многи покушавали да је скрену у патријархални, аграрни социјализам.
На начелном, теоријском нивоу Мијатовић је био либерал, један од ретких правих либерала међу виђенијим српским економистима и друштвеним мислиоцима уопште. Главно Мијатовићево економско дело је Наука о државном газдинству или наука о финанцији, 1869. За основне услове најпотпунијег економског напретка навео је само две ствари: право слободне личности и право сопствености. Ова два права дају најбоље мотиве за пословање и омогућују веома корисну конкуренцију.
Мијатовић у своме либерализму није био усамљен. Готово сви економисти у Србији његове младости суштински припадају либералном правцу, као Коста Цукић, Владимир Јовановић, Милован Јанковић и Алекса Спасић. А и државна власт не показује интервенционистичке намере, макар зато што, пошто се ради о аутономној провинцији Османског царства, нема на располагању све потребне инструменте.
Либерални економисти из зависних држава дођу у проблеме када таква држава постане независна. Тада се суоче са заосталошћу и, у најбољој намери, почну да размишљају о томе како би се економски напредак могао убрзати. И не неочекивано, често потегну за класичним арсеналом заштитних царина, индустријских повластица, државних предузећа, субвенција... Тако је Владимир Јовановић подлегао искушењу и заложио се за заштитне царине у време када је Србија преговарала о трговинском уговору са Аустроугарском. Мијатовић је одолео искушењима, иако је био министар, и остао либералан. Тврдио је да тадашњи “протекционски фанатизам” “изазива само сажаљење” и за себе и владу рекао да “нисмо протекционисте” и да “не верујемо да су високе царине безусловно чаробно средство којим се индустрија може да створи, а још мање да су оне чудотворно средство којим се осигурава политичка независност”.
Мијатовић је био уверен да предузеће у државној својини не може бити једнако ефикасно као када би било у приватној својини. И залагао се за приватизацију, позивајући се на “народно-економне разлоге, који ишту да се она преведу у руке приватним привредницима”. Сматрао је, прво, да приватник поседује здрав мотив повећања капитала, што држава не може имати, и, друго, да државни службеници немају интереса да се, као приватни власници, брину о послу. “Тиме је народно газдинство опет у штети у толико у колико му известан капитал мање доноси но што би иначе могло”.
Мијатовић је веровао да је погрешно мишљење “да држава треба да сама предузме најважнија и највећа предузећа индустријска”, пошто је мислио да је добро да се и при оснивању нових грана остави “приватној предузимљивости слободна иницијатива”. Али, уколико држава мора или жели да задржи нека добра у своме власништву, Мијатовић је сугерисао издавање у закуп приватницима. Тако би економски резултати били бољи, јер би сваки закупац радио за свој рачун, па ће “у свом сопственом интересу гледати да истера што већи принос”.
И у политици је Мијатовић био либерал. Напредну странку, чији је Мијатовић био један од оснивача, често су описивали као врло конзервативну. Постојали су и ставови да је она ипак комбинација либералног реформизма и ограничене, конзервативне демократије. Мијатовић се придружио симпатизерима Видела, претходницима Напредне странке, тражећи гаранције да ће програм бити либералан. Добио их је, као и могућност да у самом Виделу објасни своју програмску позицију. Када је краљ Милан једном приликом желео да створи конзервативну владу, није рачунао на Мијатовића, који се, како је краљ рекао, “не би дао за реакционарне тенденције”.
Мијатовић је био потпуни романтичар као књижевник, а мањи као историчар. Као економиста и дипломата није био сентименталан. Више од свега, Мијатовић је био европејац и модернизатор који је покушао, и у много чему успео, да разумне европске институције уведе у заосталу Србију. Савременици га почесто нису разумели, а млађи нараштаји нису ни знали ко је увео њима тако природне институције.
Вероватно је да је не баш похвална оцена о Мијатовићу која је доминирала већим делом XX века била, бар једним делом, резултат исхода политичких борби у Србији с краја XIX века, тј. да је победничка радикалска струја без превеликог размишљања одбацила наслеђе својих политичких противника и претходника, а тиме и тако оскудно српско културно наслеђе. Са променама 1903. године није одбачена само једна династија, већ и цео један свет који је имао своје врлине и своје јунаке, међу којима Чедомиљ Мијатовић свакако има своје место.

## Одликовања

### Домаћа одликовања
- Орден Белог орла
- Орден Таковског крста I реда, за исказану храборст у рату

### Страна одликовања
- Орден гвоздене круне[21] ( Аустроугарска)
- Легија части ( Француска)[22]
- Орден Оранжа и Насаве ( Краљевина Холандија)[4]

## Одабрана дела
Укупна библиографија радова Мијатовића никада није урађена и износила би неколико хиљада јединица, са бројним чланцима, памфлетима и друигм радовима. Библиографију његових расправа и чланака објавио је Југословенски лексикографски завод. Библиографија његових монографских дела објављена је у Српској библиографији.
Књиге
- Извод из политичке економике, Државна штампарија, Београд, 1867.
- Наука о државном газдинству или наука о финанцији. По Лоренцу Стајну и другима, Државна штампарија, Београд, 1869.
- Кратка наука о државном газдинству или наука о финанцији. Зс шири читалачки круг написао Чедомиљ Мијатовић, Државна штампарија, Београд, 1869.
- Живот и радњи славни трговаца и индустријалаца у Европи и Америци. Свеска I, Штампарија Н. Стефановића и дружине, Београд, 1874.
- О условима успеха. Писма српској трговачкој омладини, Штампарија Св. Николоћа, Београд, 1892.
- Историја трговине, Издање књижаре Д. М. Ћорића Београд, 1894.
- Деспот Ђурађ Бранковић. Господар Србима, Подунављу и Зетском приморју. Прва књига. Од ступања Ђурђева на владу год. 1427. до првог ослобођења Србије од Турака год. 1444, Чупићева задужбина, Београд, 1880.
- Деспот Ђурађ Бранковић. Господар Србима, Подунављу и Зетском приморју. Друга књига. Од првог ослобођења од Турака год. 1444. до смрти Ђурђеве године 1456, Чупићева задужбина, Београд, 1882.
- Пропаст јаничара 3. јуна 1826, Књижара Сретена Ђорђевића Нови Сад, 1899.
- Св. Јован Крститељ претеча Христов, Издање Игњата Даничића, Београд, 1902.
- Иконија везирова мајка, Српска краљевска државна штампарија, Београд, 1891.
- Рајко од Расине, Државна штампарија, Београд, 1892.
- Кнез Градоје од Орлова Града, Српска манастирска птампарија, 1899.
- Цариградске слике и прилике, Матица српскак, Нови Сад, 1901.
- Сиромах Марко, Штампарско-умјетнички завод Пахера и Кисића, Мостар, 1902.
- Краљичина Анђелија, Геца Кон, Београд, 1928.
- Кнегиња Јела Балшићка. Кћи кнеза Лазара косовског, Издање Књижарнице Томе Јовановића и Вујића, Београд, 1932.
- Constantine, the Last Emperor of the Greeks or the Conquest of Constantinople by the Turks (A.D. 1453), (London: Sampson Low, Marston & Company, 1892); Ancestors of the House of Orange (1892)
- A Royal Tragedy. Being the Story of the Assassination of King Alexander and Queen Draga of Servia (London: Eveleigh Nash, 1906)
- Servia and the Servians (London: Sir Isaac Pitman & Sons, 1908)
- Sir Donald Mackenzie Wallace, Prince Kropotkin, C. Mijatović, J. D. Bourchier, A Short History of Russia and the Balkan States (London: The Encyclopædia Britannica Company, 1914)
- The Memoirs of a Balkan Diplomatist (London, New York, Toronto and Melbourne: Cassel and Co., 1917).

Преводи
- Војничка историја Београда, Издање књижаре Вел. Баложића, Државна штампарија, Београд, 1865. (Наслов оригинала: Storia militare di Belgrado, 1793)
- Путовање по словенским земљама Турске у Европи од Макензијеве и Ирбијеве. Преведено по жељи кнеза Михаила, Београд, 1868. (Наслов оригинала: G. Muir Mackenzie and A. P. Irby, Travels in the Slavonic Provinces of Turkey-in-Europe, 1867)
- Историја цивилизације у Енглеској од Х. Т. Бокла, Београд, 1871. (Наслов оригинала: Henry Thomas Buckle, History of Civilisation in England)
- Дуга у облаку или речи утехе за дане жалости од др Макдуфа, Београд, 1873. (Наслов оригинала: The Bow in the Cloud: or, Words of comfort for hours of sorrow. By the author of "Morning and Night Watches")
- Дођи и добро дошао, пропововед Ч. Х. Спурџона (Charles Haddon Spurgeon)
- Не бој се, устани, зове те! пропововед Ч. Х. Спурџона (Charles Haddon Spurgeon)
- Историја Турске царевине од Станлеја Лен-Пула, Ниш, 1890. (Stanley Lane-Poole assisted by E. J. W. Gibb and Arhur Gilman, Turkey)
- Путовање поклониково с овог света на онај други у прилици једног сна од Џона Буњана (Наслов оригинала: John Bunyan, The Pilgrim's Progress from this world, to that which is to come, delievered under the similtude of a dream. Wherein is discovered, the manner of his setting out his dangerous journey; and safe arrival at the desired countrey)
- Девид Браун, Коментари к јеванђељима. Део први: Коментари к јеванђељима по Матеју и Марку, Штампарија Ђорђа Ивковића, Нови Сад, 1898. (Наслов оригинала: Robert Jamieson, A. R. Fausset and David Brown, A Commentary, Critical, Experimental, and Practital, on the Old and New Testaments)